# Роджер Бейн
Роджер Бейн (англ. Rodger Bain; нар. 1945) — колишній британський продюсер. Він відомий за своєю працею над звучанням альбомів хеві-метал гуртів 70-х років на кшталт Black Sabbath та Judas Priest .